# Limanowa (stacja kolejowa)

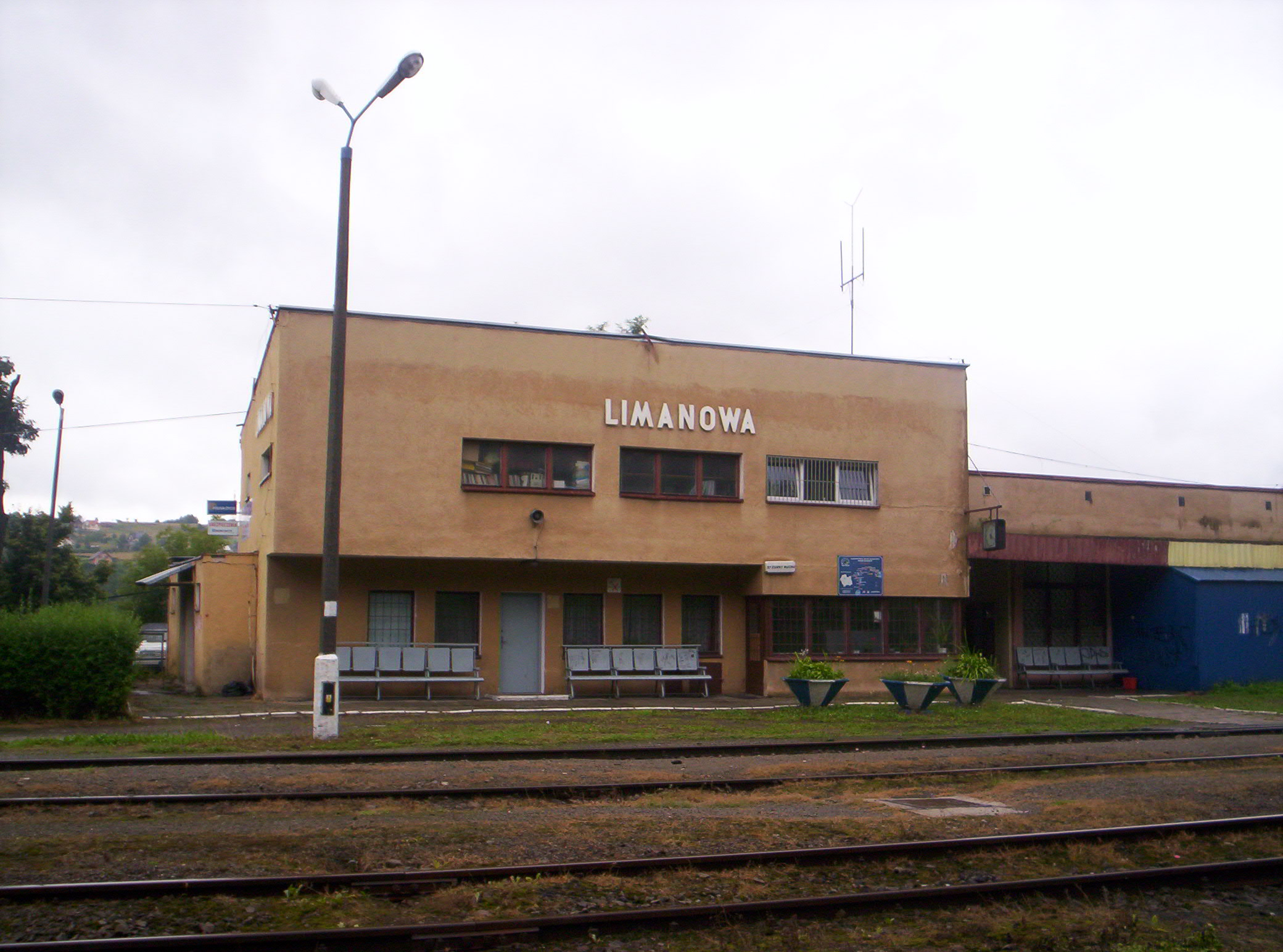
Budynek stacyjny

Limanowa – stacja kolejowa w Limanowej, w województwie małopolskim w Polsce
Linia na której przebiega stacja jest remontowana.
Obecnie prawie w całym budynku, poza maszynownią, mieści się skład materiałów budowlanych, skład opału, i sklepy. Budynek byłej poczekalni i kasy biletowej został przerobiony na duży sklep ogrodniczy. Wieża, według informacji miejscowego pracownika, została wyburzona pod koniec XX w.